# Gonnesa
Gonnesa  es un municipio de Italia de 5.149 habitantes en la provincia de Cerdeña del Sur, región de Cerdeña.

## Historia
Numerosos son los testimonios de poblamiento humano prehistórico en la región, como evidencian los nuragas y domus de janas. También los fenicios, cartaginenses y romanos colonizaron la región, en parte atraídos por la gran cantidad y variedad de recursos minerales de los que dispone la región, como zinc, argento, cobre o plomo.
Entre los siglos XV y XVIII fue asolada por piratas y enfermedades, lo que hicieron que el poblado quedase deshabitado. El 25 de mayo de 1774 fue repoblado por el vizconde Gavino Asquer Amat.
Las actividades económicas tradicionales han sido la agricultura, la ganadería y la minería, como en todo el actual territorio de la provincia de Cerdeña del Sur. Esta última provocó un significativo aumento de población durante el siglo XIX.

## Lugares de interés
- Iglesia de Sant'Isidoro, en la fracción de Nuraxi Figus.
- Iglesia parroquial de Sant'Andrea Apostolo.
- Complejo nurágico "Seruci".

## Evolución demográfica
| Gráfica de evolución demográfica de Gonnesa entre 1861 y 2001 |
|                                                               |
| Fuente ISTAT - Elaboración gráfica de Wikipedia               |